# Чудаки (роман)
«Чудаки́» — первый роман Алексея Николаевича Толстого. Как многие произведения писателя, существует в нескольких вариантах, сильно отличающихся в литературном отношении при неизменности фабулы. В сюжетном и художественном отношении примыкает к раннему циклу «Заволжье», повествуя об упадке дворянского усадебного быта.
Материалы семейных архивов Алексей Толстой обрабатывал в 1909—1910 годах. Первая публикация романа в двух частях последовала в 1911 году в альманахе «Шиповник» (книги 14 и 15) под названием «Две жизни». В 1916 году вышла в свет вторая редакция под названием «Земные сокровища» (восьмой том собрания сочинений «Книгоиздательства писателей в Москве»), в которой вторая часть была элиминирована. В 1924 году последовала третья редакция под современным названием «Чудаки» (в первом томе собрания сочинений, изданного в Берлине И. П. Ладыжниковым), несколько доработанная в 1925 году. Во всех вариантах радикально отличались финалы, что было связано как с художественными исканиями писателя, так и с изменением отношения к предмету изображения.

## Сюжет

### Первая редакция: «Две жизни» (1911)
Действие первой части романа, включающей шестнадцать глав, начинается в приднепровском имении Гнилопяты, где живёт отставной генерал Алексей Алексеевич Вальдштрем с женой Степанидой и Сонечка — племянница его первой покойной жены. Генеральша, ревнуя мужа к покойной жене, заочно сосватала Сонечку петербургскому повесе Смолькову из хорошего рода. Параллельный сюжет повествует об истории будущей генеральши — девицы на выданье из захолустной Сызрани, которая сумела обаять блестящего гвардейского офицера. Уже выдав замуж Сонечку, Степанида Ивановна увлеклась идеей поиска сокровищ, якобы, зарытых гетманом Мазепой в Свиных Овражках, чтобы в перспективе возвести обожаемого супруга, который явно скучает и опускается в отставке, на шведский престол. Для поиска сокровищ она готова обратиться к кому угодно, включая хитрую игуменью соседнего монастыря — матушку Голендуху. Эта линия описана в «хулиганском» ключе: мать Голендуха не чужда чревоугодию, её сёстры во Христе более напоминают падших созданий.
Вся вторая часть романа (состоящая из двенадцати глав) была посвящена духовному прозрению и перерождению Сонечки. Настроение героини постоянно «тоскливо-мрачное», что происходит от непрерывного разлада действительности и идеала. Молодожёны приезжают в заволжскую усадьбу к Сонечкину отцу, Илье Леонтьевичу Репьеву, который пытается перековать свою скупердяйскую натуру чтением духовных книг. Грубо-натуралистично выписаны сцены в поместье старого родственника Сонечки — дворянина Андрюшки Образцова и его сына Сергуньки. Оба одержимы похотью и безудержны в разных способах её утоления: Образцов-старший даже соорудил зеркальную купальню для забав с девками. У Образцова оказывается и прежняя любовница Смолькова — Мунька по прозвищу «Варвар»; вся эта компания участвует в оргиях, закатываемых хозяевами Образцовки. В конце концов Андрюшка изнасиловал Сонечку, и она, казалось, смиряется со своим унижением и несправедливостью бытия, рассуждая, что Вальдштремы, в сущности, насильно выдали её за Смолькова. Далее путь её лежит в Париж, куда Смольков назначен служить в посольстве. Сонечка пытается сблизиться с поэтом Максом, который боится женщин и любви, и, наконец, после попытки самоубийства уходит в католический монастырь. Финал романа мрачен: болезненная ревность генеральши только прогрессирует после смерти Вальдштрема, которую она восприняла как бегство мужа к первой жене. Чтобы отомстить, она переезжает в Петербург (квартиру ей снял старший Репьев) и пытается завести любовника. Этим пользуется сосед — актёр-неудачник Борисоглебский, чтобы выманить у старухи завещание. Репьев при поездке в Гнилопяты встречает Макса, и, наконец, придя к неверию, совершает в Репьевке самосожжение.

### Последующие редакции: «Земные сокровища» (1916) и «Чудаки» (1924)
Готовя роман к книжному изданию 1916 года, А. Н. Толстой полностью удалил вторую часть, использовав только сцену смерти старой Степаниды Ивановны, которая была помещена в заново написанную семнадцатую (финальную) главу. Роман получил имя «Земные сокровища», но «Две жизни» осталось в подзаголовке. Вздорная генеральша, ревнуя мужа (он получил фамилию Брагин) к покойнице-жене, вздумала избавиться от Сонечки, выдав её замуж. Поиски сокровищ привели к тому, что у Степаниды выманивают деньги решительно все: инженер, артельщик Афанасий и монахиня-странница сестра Павлина. Однако легенда о сокровищах Мазепы имела свою основу: склеп в Свиных Овражках был найден, но оказался-давным-давно разграбленным. В прахе случайно затерялась жемчужина величиной с грецкий орех. Генерал Брагин умер после того, как поссорился с купцами, которые составили сговор и отказались покупать у него зерно из имения. Тогда Алексей Алексеевич велел вывалить возы в реку; тут-то его хватил удар. Степанида Ивановна сошла с ума, заявив, что Алексей умер, чтобы сбежать к «ней», то есть первой жене, и пообещав отомстить. В финале Афанасий и Павлина грабят умирающую старуху, для чего артельщик купил накладные усы. Смольков в одиночестве отправляется в Париж, вожделея тамошние удовольствия и свободу, а Сонечка, приехав в Гнилопяты хоронить Степаниду, остро ощущает скоротечность жизни и её неизбежный финал. Осознав, что счастье не для неё, Сонечка остаётся с отцом.
Новая переработка романа последовала в 1920-е годы, когда он получил название «Чудаки». Не меняя композиции текста, Алексей Толстой развил психологические характеристики персонажей. Стало более обоснованным отношение Сонечки к мужу и её решение расстаться с ним. Была добавлена страница рассуждений Смолькова о его былых кутежах в кабаках Парижа, существенно глубже стал эпизодический персонаж — петербуржец-аристократ Ртищев. Было удалено описание сна Репьева, как бы предвещавшего кончину генерала. Похоронив генеральшу (письмо о её болезни прислала игуменья Голендуха), освобождённая Сонечка, слушая колокольный звон, ощущает оптимистическую устремлённость к жизни:

«Нет, этот зов не для меня. Успокоение? Нет!» Тревожно билось сердце, — молило: «Хоть гибели, хоть горьких слёз, но жить! жить! жить! Не бродить в сладком тумане, в очаровании, как прежде, но жить! Гореть, как куст, раскинув огненные руки к этому синему небу, к этой печальной земле… Прими, вот я вся взвилась огнями перед тобой!»— А. Н. Толстой. Собр. соч. Т. 1. М., 1958. С. 595.

## Литературные особенности
Действие романа происходит на Житомирщине. В основу сюжета легли семейные предания Тургеневых — предков автора по женской линии. При этом Толстой в каждой новой редакции романа всё дальше отходил от прототипов. Тем не менее, множество деталей романа были отражением поволжского усадебного быта и опыта Алексея Толстого. Так, описанная обитель матушки Голендухи — это Чагринский Покровский женский монастырь, расположенный по пути из имения детства писателя — Сосновки в Колокольцевку (Николаевского уезда Самарской губернии), а не на Украине.

## Издания
- Алексей Н. Толстой, граф. Две жизни (часть первая) // Литературно-художественные альманахи издательства «Шиповник». — 1911. — Вып. 14. — С. 7—142.
- Алексей Н. Толстой, граф. Две жизни (часть вторая) // Литературно-художественные альманахи издательства «Шиповник». — 1911. — Вып. 15. — С. 7—133.
- Алексей Н. Толстой, граф. Земные сокровища (Две жизни): роман-хроника // Сочинения графа Алексея Николаевича Толстого.. — М. : Книгоиздательство писателей в Москве; Тип. А. А. Левенсон, 1916. — Т. VIII. — 188 с.
- Толстой А. Чудаки : (Роман). 1910—1923 г. — Москва — Ленинград : Л. Д. Френкель, 1925. — 197 с.
- Толстой А. Собрание сочинений / Папка: П. А. Шиллинговский. — Москва — Ленинград : Гос. изд-во, 1929. — Т. 2: Хромой барин. Чудаки. — С. 169—345. — 345 с.
- Толстой А. Две жизни (роман) // Полное собрание сочинений в пятнадцати томах. — М. : Гослитиздат, 1949. — Т. 2: Избранные романы, повести и рассказы. — С. 519—612. — 644 с.